# Choue
Choue é uma comuna francesa na região administrativa do Centro, no departamento Loir-et-Cher. Estende-se por uma área de 38,53 km². Em 2010 a comuna tinha 537 habitantes (densidade: 13,9 hab./km²).